# 4 avril 1955
Le lundi 4 avril 1955 est le 94e jour de l'année 1955.

## Naissances
- Étienne Tassin (mort le 6 janvier 2018), philosophe français
- Ali Kaes, homme politique luxembourgeois
- Armin Rohde, acteur allemand
- Casey Biggs, acteur américain
- Imrich Bugár, athlète tchécoslovaque
- Johanne Fontaine (morte le 11 octobre 2018), actrice canadienne
- Mohamed Sghaïer Ouled Ahmed (mort le 5 avril 2016), poète tunisien
- Odón Elorza González, homme politique espagnole
- Otto Romero, homme politique du Salvador
- Raimondo Ponte, footballeur et entraîneur suisse
- Simplice Sarandji, homme d'État centrafricain

## Décès
- Henri Devroye (né le 21 octobre 1884), cycliste belge
- Otakar Švec (né le 23 novembre 1892), sculpteur tchèque
- Paul Crokaert (né le 1 décembre 1875), politicien belge
- Wilhelm Dörr (né le 7 décembre 1881), tireur à la corde et athlète allemand

## Événements
- Le vol N37512 UA s'écrase peu après son décollage de l'aéroport Mac Arthur de Long Island, situé à Ronkonkoma, dans la ville d'Islip, État de New York, aux États-Unis. Les trois personnes présentes à bord périssent dans l'accident.